# Титтл

Строчные i and j в шрифте Liberation Serif с титтлами, выделенными красным.

Титтл или надстрочная точка (англ. tittle) — небольшой знак в виде точки, входящий в состав строчных букв i и j. Является неотъемлемой частью при написании i и j, хотя точка сверху в различных языках может использоваться с другими буквами в качестве диакритического знака. В большинстве языков титтл у i и j не пишется, когда его место занимает диакритический знак (как, например, у букв í и ĵ), но сохраняется, когда диакритический знак находится снизу или посередине (как у į и ɉ).

## Использование
Слово титтл (англ. tittle) — малоиспользуемое. Примечательно его использование в Библии короля Якова: «Истинно говорю вам, ни одна йота и ни одна черта не прейдёт из закона, пока не исполнится всё» (англ. For verily I say unto you, Till heaven and earth pass, one jot or one tittle shall in no wise pass from the law, till all be fulfilled). Выражение one jot or one tittle используется для обозначения того, что ни одна малейшая графическая деталь не исчезнет из закона (под законом, по-видимому, имелся ввиду оригинальный текст Торы). В английском языке словосочетание jot and tittle обозначает, что каждой мелочи будет уделено внимание.
Греческие слова, которые были переведены на английский как jot и tittle в Евангелии от Матфея 5:18, — ιώτα и κεραία. Йота — самая маленькая буква греческого алфавита (ι); ещё меньшая подстрочная йота является средневековым нововведением. С другой стороны, йота может обозначать йуд (י), самую маленькую букву еврейского и арамейского алфавитов (которая имеет с йотой общее происхождение). Керайя — это крючок или засечка, и в Евангелии от Матфея 5:18 может относиться к греческим диакритическим знакам, или, если ссылка относится к тексту Торы на иврите, возможно, относится к штрихам, которые различают похожие буквы, как, например, ב (бет) и כ (каф), к тагам или к еврейской букве вав, так как в переводе ивр. וָו‎ также означает «крюк». «Керайя» в Матф. 5:18 не может относиться к огласовкам (никкуд), так как они появились позже написания Евангелия от Матфея. Есть предположение, что «керайя» относится к пометкам в скорописных текстах на языках, происходящих от арамейского, как, например, сирийский язык, записанный письмом серта (сир. ܣܶܪܛܳܐ, короткий штрих). «Керайя» также может обозначать знак, используемый в записи современных греческих цифр.

## I без точки и I с точкой

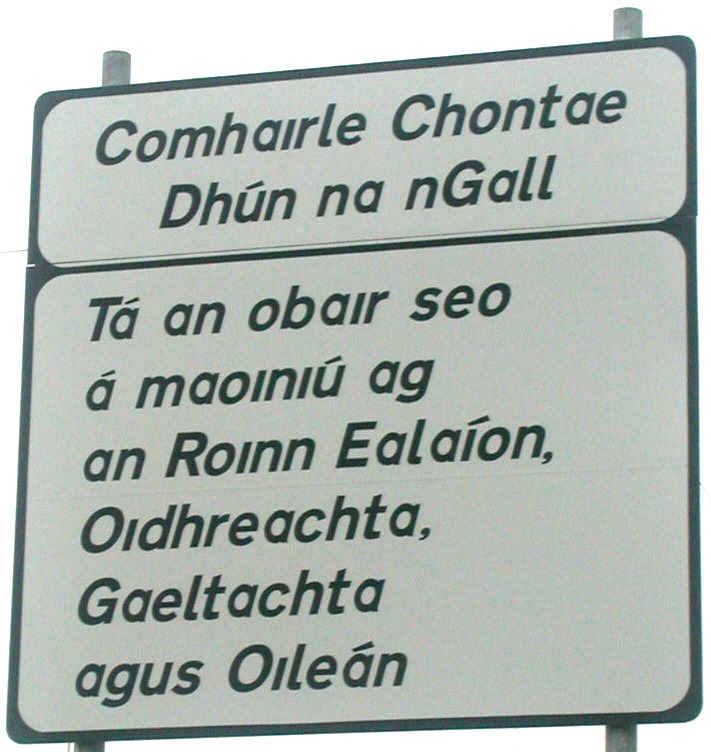
Пример i без точки на ирландском дорожном знаке

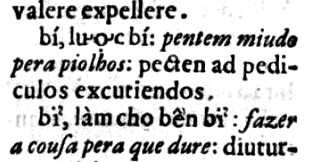
Bí без титтла и bỉ с титтлом в средневьетнамском словаре Dictionarium Annamiticum

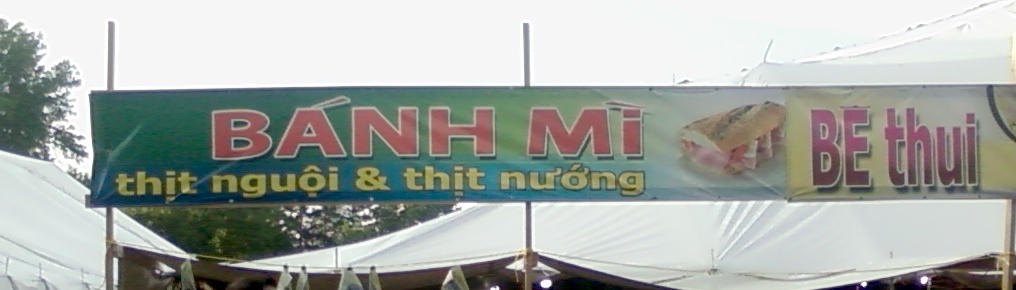
Mì с титтлом на вьетнамской вывеске

I с акутом и жёсткой точкой в литовском и вьетнамском

В ряде языков используются I с точкой и без точки как в верхнем, так и в нижнем регистре.
В современном турецком алфавите I с точкой и без точки — две разные буквы, представляющие две разные фонемы: буква I ı (I без точки) обозначает гласный заднего ряда [ɯ], в то время как İ i (I с точкой) обозначает гласный переднего ряда [i]. Эта практика распространилась на несколько других тюркских алфавитов на основе латинице, таких как азербайджанский, крымскотатарский и татарский.
В некоторых языках Северо-Западных территорий Канады, в частности в слэйви, догриб и чипевайан, i всегда пишется без точки, чтобы избежать путаницы с обозначением тонов — í и ì. Однако в другом языке Северо-Западных территорий, гвичин, строчная i всегда пишется с точкой.
В ирландском языке есть только одна буква I, но она пишется без точки в традиционном гэльском шрифте, чтобы избежать путаницы титтла с точкой сверху ирл. buailte, употребляемой с согласными для обозначения лениции. Современные тексты заменяют точку сверху на букву h и используют шрифты на основе антиквы, в которых строчная i имеет точку, как и другие языки, использующие латинский алфавит. Однако двуязычные дорожные знаки используют i без точки в нижнем регистре ирландского текста, чтобы лучше отличать i от í. Буква j в ирландском языке используется только в иностранных словах.
В большинстве орфографий, основанных на латинском алфавите, строчная буква i теряет свою точку, когда над ней ставится диакритический знак вроде акута или грависа. Тем не менее, титтл иногда сохраняется в некоторых языках. В балтийских языках строчная буква i иногда сохраняет точку под знаком ударения. Во вьетнамском языке в XVII веке титтл сохраняется у букв ỉ и ị, но не у ì и í, как видно на странице Dictionarium Annamiticum Lusitanum et Latinum (справа). В современном вьетнамском языке титтл может сохраняться в буквах ì, ỉ, ĩ и í в рукописях и некоторых вывесках. Это редко встречается на компьютерах и в Интернете из-за небольшого числа шрифтов, специфичных для конкретного языка. Титтл всегда сохраняется у ị.